# Melody A.M.
Pour les articles homonymes, voir Melody.
Albums de Röyksopp
- The Understanding
(2005)
Melody A.M. est le premier album du duo norvégien Röyksopp.
Il est cité dans le livre Les 1001 albums qu'il faut avoir écoutés dans sa vie.

## Chansons
1. So Easy (contient un sample d'une reprise de Blue on blue de Bobby Vinton, interprétée dans les années 1960 par le groupe suédois Gals and Pals (en)).
2. Eple
3. Sparks
4. In Space
5. Poor Leno
6. A Higher Place
7. Röyksopp's Night Out
8. Remind Me
9. She's So
10. 40 Years Back\Come

## Bonus CD (2 CD Édition Limitée)
1. Poor Leno (Jakatta Radio Mix)
2. Poor Leno (Silicone Soul's Hypno House Dub)
3. Remind Me (Someone Else's Radio Remix)
4. Eple music video
5. Poor Leno music video

## Singles
- Eple (2001)
- Poor Leno (2001, #59 UK)
- Remind Me / So Easy (2002, #21 UK)
- Poor Leno (re-entry) (2002, #38 UK)
- Eple (re-entry) (2003, #16 UK)
- Sparks (2003, #41 UK)